# Centurie
Centurie (lat., z centum viri, sto mužů), česky setnina, byla skupina svobodných občanů, která měla svého zástupce ve shromáždění a zároveň tvořila základní taktickou jednotku římské armády; velel jí centurion neboli setník.

## Centurie za království a republiky
Ke konci královské doby se starší rodová organizace římské společnosti rozpadala, protože přibývalo občanů, kteří do žádného rodu nepatřili. Tím přestávalo také fungovat nejstarší kurijní shromáždění (comitia curiata), v němž bylo zastoupeno třicet skupin patriciů (šlechty). Podle tradice to byl král Servius Tullius, který udělal zásadní reformu. Místo podle rodového původu a příslušnosti rozdělil svobodné muže do šesti tříd podle majetku. Každá třída se pak dělila na centurie, zastoupené v setninovém shromáždění (comitia centuriata). Toto shromáždění 193 (později 373) zástupců centurií mělo za republiky hlavní zákonodárnou i soudní moc.
Království ani republika neměly stálou armádu a války se účastnili všichni svobodní muži. Centurie se z vojenského hlediska dělily na centurie juniorů (od 17 do 45 let), kteří táhli do pole, a centurie seniorů (od 46 do 60 let), kteří bránili město. V císařské době význam setninového shromáždění klesal a centurie zůstaly jen základem vojenské organizace. Legie měla ideálně 4200 mužů v 60 centuriích o různém počtu mužů podle zbraně.

## Vojenská centurie
V ideálním případě měla centurie sto mužů, v praxi její velikost ovšem silně kolísala, a tak velmi často neměla více než šedesát nebo sedmdesát vojáků. Řidčeji se objevovaly posílené centurie, které měly 120 až 125 mužů, výjimečně až 170 vojáků. Takové byly například centurie elitní pretoriánské gardy, jakési ochranky císaře.
Po Mariově reformě armády v roce 107 př. n. l. čítala centurie obvykle 80–83 mužů. Centurie se dál dělila na 10 družstev (contuberii) po osmi legionářích, tito legionáři spolu sdíleli jeden stan. Šest centurií tvořilo kohortu a deset kohort tvořilo legii. Každé centurii velel centurion, který měl k ruce optiona (svého zástupce), praporečníka jednotky a oněch osmdesát legionářů. Výlučné postavení mezi centuriony měl centurion 1. centurie, který byl ostatním centurionům kohorty nadřízený. Centurioni, kteří veleli 1. centurii zároveň veleli celé kohortě. Zcela výlučné postavení mezi všemi centuriony, měl centurion 1. centurie 1. kohorty. Byl nejvýše postaveným ze všech centurionů. Legionář mohl být povýšen na optia, a dále na centuriona pouze na základě svých schopností, úspěchů a délky služby v legiích. 
V římské armádě důstojníci neskládali žádné zkoušky, jejich zkouškou byla služba, a vyšší hodnost mohli získat pouze bezúhonnou službou. Nad centuriony byli postaveni tribunové, z nichž jeden (1. tribun) byl ostatním tribunům nadřízený. Tuto funkci většinou získávali mladí aristokrati, kteří v této pozici měli nabýt zkušeností pro další funkce. Dále nad tribuny stál prefekt tábora, nejdéle sloužící voják legie s největšími zkušenostmi. Prefekt tábora pak podléhal jen legátovi, který velel celé legii. Legáti se do svých pozic rekrutovali na 3 – 5 let, prefekt tábora ale u své legie zůstal, buďto do své smrti, nebo do skončení vojenské služby, která v dobách principátu představovala 20 – 25 let.

## Kauza související se soutěžíChcete být milionářem?
Otázka týkající se názvu jednotky římského vojska o počtu 120–150 mužů v české verzi soutěže Chcete být milionářem? se stala předmětem soudního sporu. Soutěžící Karel Lupoměský, který se soutěže zúčastnil v roce 2000, žaloval televizi Nova s tím, že jeho odpověď centurie byla správná (počítač však jako správnou označil odpověď manipul). Šlo o otázku za 1,25 milionu korun. Soud soutěžícímu přiřkl odškodnění ve výši 3 miliony korun.